# Коридорас кососмугий
Коридорас кососмугий (Corydoras loxozonus) — вид сомоподібних риб з роду Коридорас підродини Corydoradinae родини Панцирні соми. У природі поширений у річках Південної Америки; утримують також в акваріумах.

## Опис
Завдовжки досягає 4—4,9 см. Голова масивна. Очі невеличкі. Рот повернуто донизу. Є 3 пари маленькі вусики. Тулуб кремезний. Спинний плавець високий, складається з 1 жорсткого і 7 м'яких плавців. Жировий плавець маленький, округлий. Грудні плавці витягнуті. Черевні плавці поступаються останнім. Анальний плавець трохи більше за жировий. Хвостовий плавець відносно великий зі значною виїмкою, лопаті широкі.
Забарвлення сріблясто-біле з невеличкою кількістю маленьких чорних плямочок, що утворюють поздовжні смуги. Голова і спинна область золотаво кольору. Через очі та уздовж спинного хребта, що спускається до нижнього краю хвостового плавця. По спині від спинного плавця до центру хвостового проходить чорна смуга.

## Спосіб життя
Є демерсальною рибою. Воліє до прісної та чистої води. Утворює великі групи. Зустрічається серед розрідженої рослинності. Активний зазвичай у присмерку та вночі. Живиться дрібними ракоподібними, комахами, хробаками, рештками рослин.
Нерест відбувається в сезон дощів. Самиця відкладає 2—4 яйця в черевні плавці, які протягом 30 секунд запліднює самець. Слідом за цим самиця прикріплює запліднену ікру до нижньої частини листя рослин або попід каміння. Загалом таким чином відкладається до 100 яєць.

## Розповсюдження
Поширений у басейні річки Мета, річці Гуавіра.

## Утримання в акваріумі
Довжина акваріума не менше 50 см, в оздобленні повинні бути різноманітні укриття (корчі, рослини тощо). Рекомендують тримати зграйкою не менше 4—5 особин. Невибагливі в утриманні. Оптимальними параметрами води є: 18–26 °C, dGH 2—18°, pH 6,0—7,5. Потрібна фільтрація води та її регулярна підміна.